# Зоммерау Беек, Максимилиан Йозеф Готфрид
Максимилиан Йозеф Готфрид Зоммерау Беек (нем. Maximilian Joseph Gottfried Sommerau Beeckh, чеш. Maxmilián Josef Bohumír Sommerau-Beckh; 21 декабря 1769, Вена, Австрийская империя — 31 марта 1853, Оломоуц, Земли Чешской короны, Австрийская империя) — австрийский кардинал. Архиепископ Оломоуца с 19 мая 1837 по 31 марта 1853. Кардинал-священник с 30 сентября 1850.